# Alex de Minaur
Alex de Minaur (n. 17 februarie 1999, Sydney, Australia) este un jucător profesionist de tenis din Australia. Cea mai bună clasare a carierei este locul 6 mondial, în iulie 2025, și la dublu locul 58 mondial (12 octombrie 2020). A câștigat 10 titluri ATP la simplu.

## Viața personală
Mama sa este din Spania iar tatăl sau din Uruguay. Alex de Minaur s-a mutat ulterior în Spania, dar a continuat să reprezinte Australia spunând că se simte australian.  

## Legături externe
Materiale media legate de Alex de Minaur la Wikimedia Commons
- en Alex de Minaur la Association of Tennis Professionals